# Cafir
Cafir (em árabe: كافر; romaniz.: kāfir; plural: كفّار, kuffār) é um termo árabe que significa "incrédulo" ou "descrente" ou "não muçulmano", ou aquele que "tapa" ou "esconde" (a verdade). O termo alude a uma pessoa que rejeita ou descrê em Deus (Alá) como descrito pelo islã de acordo com os ensinamentos do profeta islâmico Maomé e nega o domínio e a autoridade do Deus islâmico, sendo assim frequentemente traduzido como "infiel". De acordo com o estudioso austro-húngaro Muhammad Asad, "infiel" é uma tradução errônea de cafir feita por vários estudiosos e traduções ocidentais do Alcorão, já que não é sinônimo de "não-muçulmano"; assim, alguém que faz boas ações sem qualquer expectativa de recompensas mundanas não é um cafir.
Ao mesmo tempo, cafir é às vezes usado como um termo pejorativo, particularmente por membros de movimentos islâmicos. Descrença é chamada kufr. O cafir é às vezes usado como sinónimo de  mushrik (مشرك, aqueles que cometem politeísmo), outro tipo de infractor religioso mencionado com frequência no Alcorão e em outras obras islâmicas. A prática de declarar um outro muçulmano como cafir é conhecido como takfir. A pessoa que nega a existência de um criador é chamada dahriya.
O termo deu origem à palavra portuguesa "cafre" e inglesa kaffir, que geralmente designam de forma pejorativa pessoas de raça negra, especialmente na África Austral.